# (31889) 2000 FW35
2000 FW35 (asteroide 31889) é um asteroide da cintura principal. Possui uma excentricidade de 0.27103740 e uma inclinação de 13.78409º.
Este asteroide foi descoberto no dia 29 de março de 2000 por LINEAR em Socorro.